# Вулиця Івана Сулими (Нікополь)
Вулиця Івана Сулими — вулиця в місті Нікополь. Пролягає від Джерельної вулиці до Робітничого провулку.
У кінці вона як приватна дорога

## Історія
Вулиця виникла у радянські часи під назвою Черняховського на честь радянського воїна Івана Черняховського. Сучасна назва з 2023 року на честь гетьмана нереєстрових запорозьких козаків Івана Сулими.